# Cristal (Porto Alegre)
Pour les articles homonymes, voir Cristal (homonymie).
Cristal est un quartier de la ville brésilienne de Porto Alegre, capitale de l'État du Rio Grande do Sul.

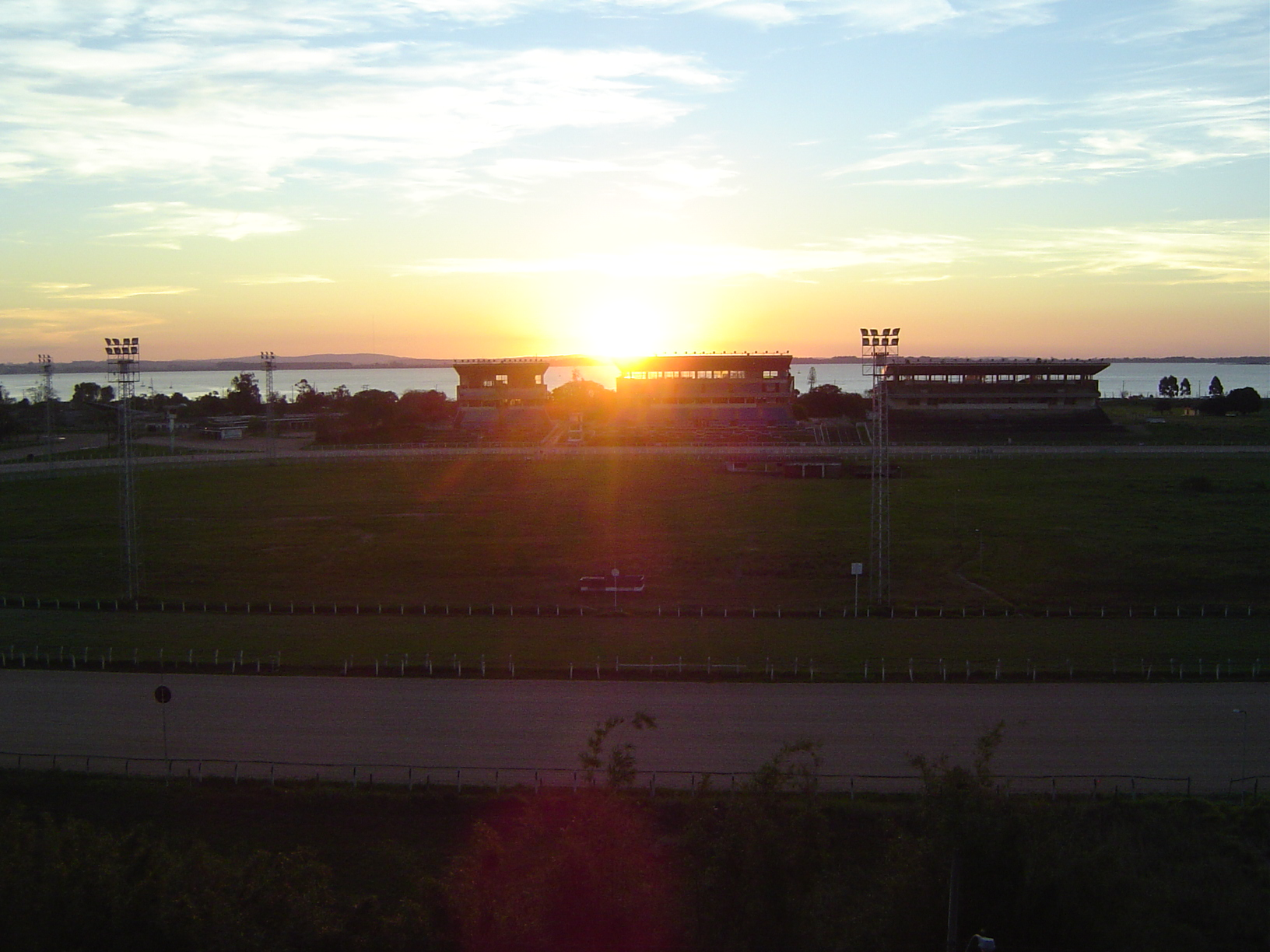
Coucher-du-soleil dans le quartier Cristal
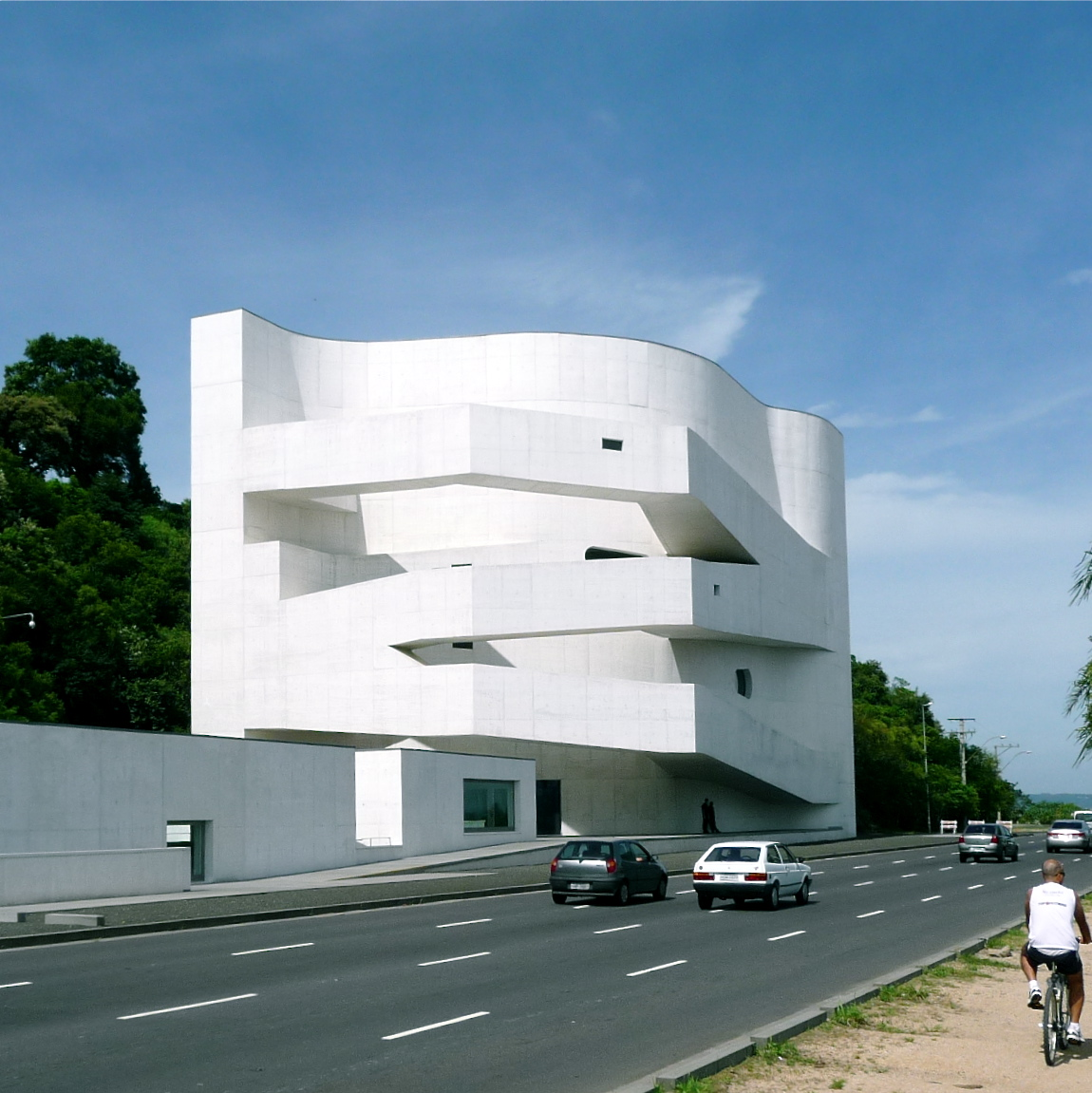
Fondation Iberê Camargo
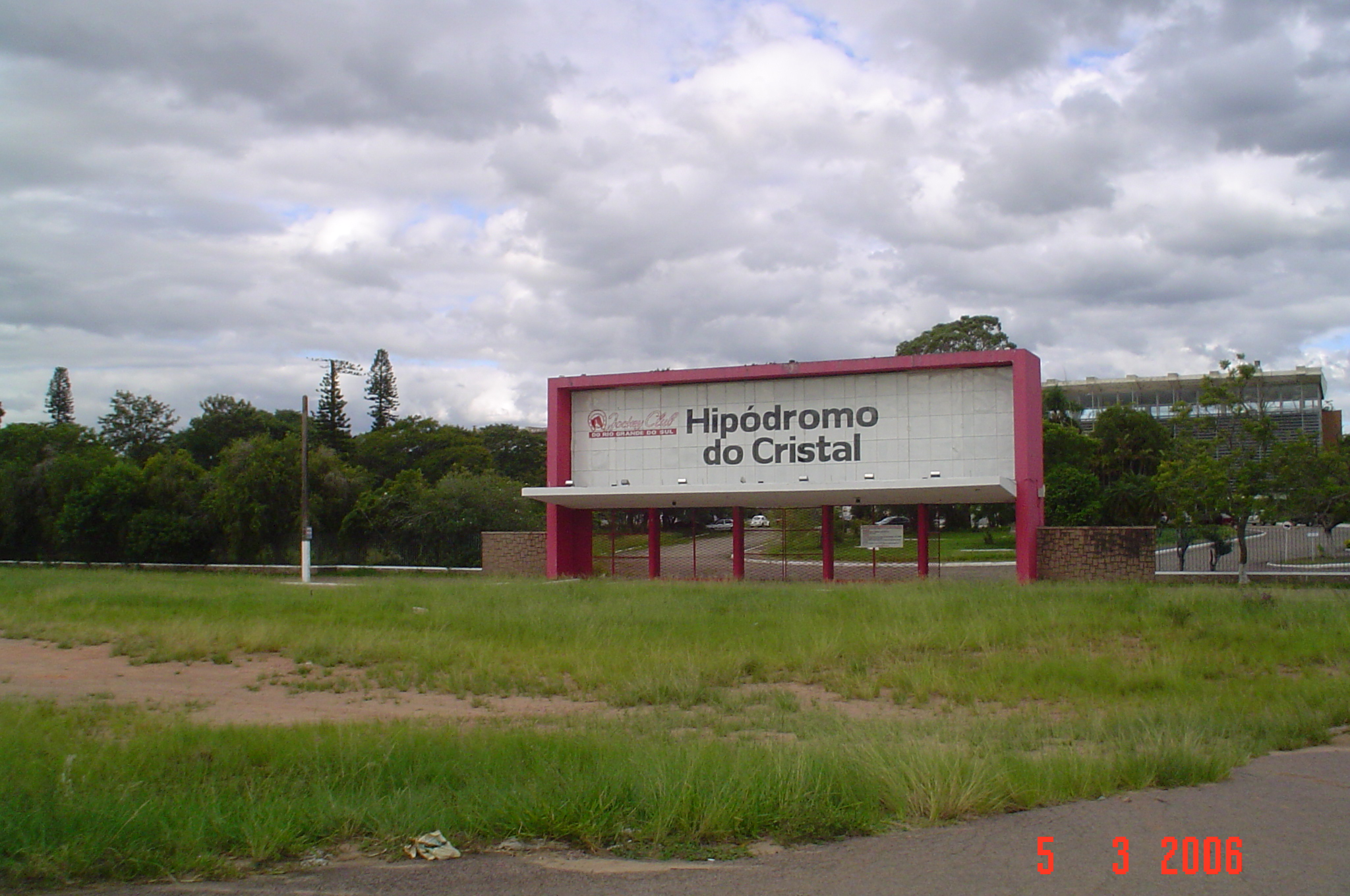
Hippodrome du Cristal